# NGC 6682
NGC 6682 is een open sterrenhoop in het sterrenbeeld Schild. Het hemelobject werd op 25 juli 1827 ontdekt door de Britse astronoom John Herschel.